# Siteki

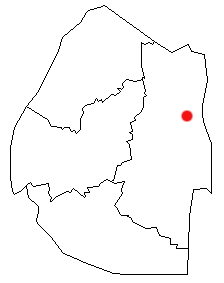
Vị trí của Siteki tại Eswatini

Siteki là một thị trấn ở miền đông Eswatini, đóng vai trò là thủ phủ vùng Lubombo. Nó được đặt tên cho một tuyên bố của vua Mbandzeni cho phép quân đội của mình kết hôn. Vào năm 2013, dân số của nó là 6.381 người. Siteki nằm ở độ cao 619 m trên mực nước biển.
Đường cao tốc MR7 chạy qua thị trấn. Bệnh viện tọa lạc tại Siteki có Trường Cao đẳng Trợ lý Điều dưỡng.